# Solenostomus leptosoma
Solenostomus leptosoma är en fiskart som beskrevs av Tanaka, 1908. Solenostomus leptosoma ingår i släktet Solenostomus och familjen Solenostomidae. Inga underarter finns listade i Catalogue of Life.